# 조셉 볼프
조셉 월프 또는 조셉 볼프(Joseph Wolpe 1915년 4월 20 일 남아프리카 요하네스 버그 ~ 1997년 12월 4일 미국 로스 앤젤레스)는 남아프리카 공화국의 정신과 의사이자 심리학 박사이다.

## 학력
월프는 남아프리카 공화국에서 자랐으며 파크타운 남자 고등학교에 다니고 비트바테르스란트 대학교에서 MD(Medical Doctor, Doctor of Medicinæ)를 받았다.
1956년 월프(Wolpe)는 포드장학금(Ford Fellowship)을 받았으며 스탠포드 대학교(Stanford University)의 행동 과학 센터에서 1년을 보냈으며, 이후 남아공으로 돌아 왔지만 1960년 버지니아 대학에서 일하게 되면서 미국으로 이사했다.
1965년 월프는 템플 대학교에서 자리를 얻고 일했다.
월프(Wolpe)의 삶에서 가장 영향력있는 경험 중 하나는 남아프리카 공화국 군대에 의료 책임자로 입대했을 때였다. 월프(Wolpe)는 당시 '전쟁 신경증'(war neurosis)으로 진단된 병사들을 치료하도록 위임 받았으나 오늘날에 외상 후 스트레스 장애(PTSD)로 알려져 있다. 군인들을 위한 시간의 주류 치료는 정신 분석 이론에 기반을 두었으며, 최면제(소위 약물 요법)를 복용하는 동안 외상을 탐험하는 것이 포함되었다. 당시의 그의 입장은 군인들이 억압된 경험에 대해 공개적으로 이야기하면 신경증을 효과적으로 치료할 수 있다고 믿었다. 그러나 이것은 사실이 아니었다. 프로이트의 헌신적인 추종자였던 월프(Wolpe)가 정신 분석 요법에 전적으로 의존하는 방법에 의문을 제기하고 보다 효과적인 치료 옵션을 찾도록 필요성을 촉구한 것은 성공적인 치료 결과의 부족이었다. 월프(Wolpe)는 그의 상호 억제 기술(reciprocal inhibition techniques), 특히 체계적 둔감화(Systematic desensitization)로 가장 잘 알려져 있으며 이러한 행동 요법(Behaviour therapy)으로서 획기적인 성과를 보여줬다. 2002년에 발표된 '제너럴 심리학 리뷰'(Review of General Psychology)는 월프(Wolpe)를 20세기에 가장 많이 인용된 심리학자로 평가했다. 월프(Wolpe)가 정신과 의사라는 사실에 의해 강조된 인상적인 성과이다.

## 같이 보기
- 제임스 프로차스카